# Jerocham
Jerocham of Yeroham (Hebreeuws: ירוחם) is een Israëlisch dorp in het district Zuid. In 2016 had Jerocham 9.230 inwoners. De dichtstbij gelegen grote stad is Dimona.

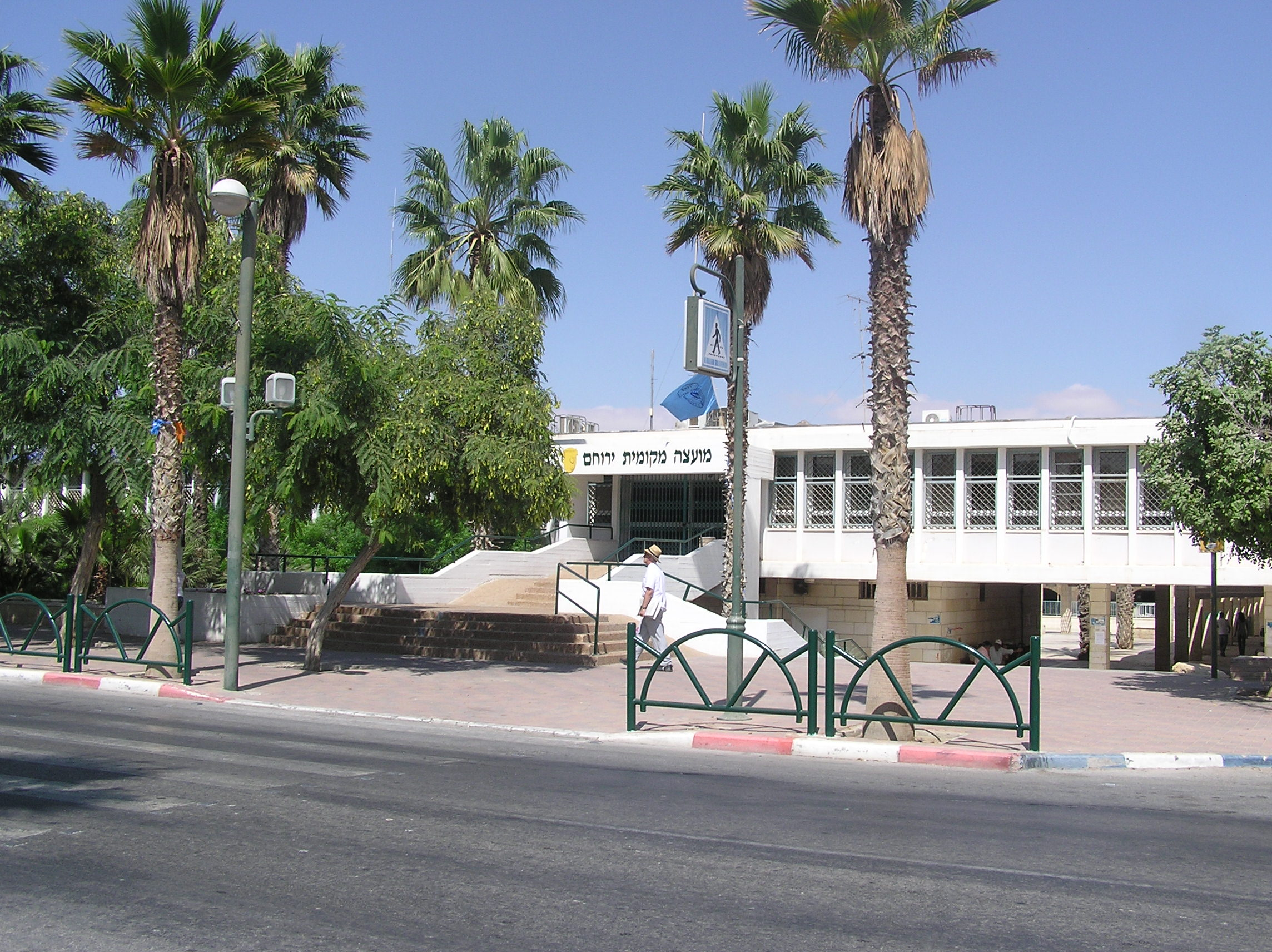
Gemeentehuis van Jerocham

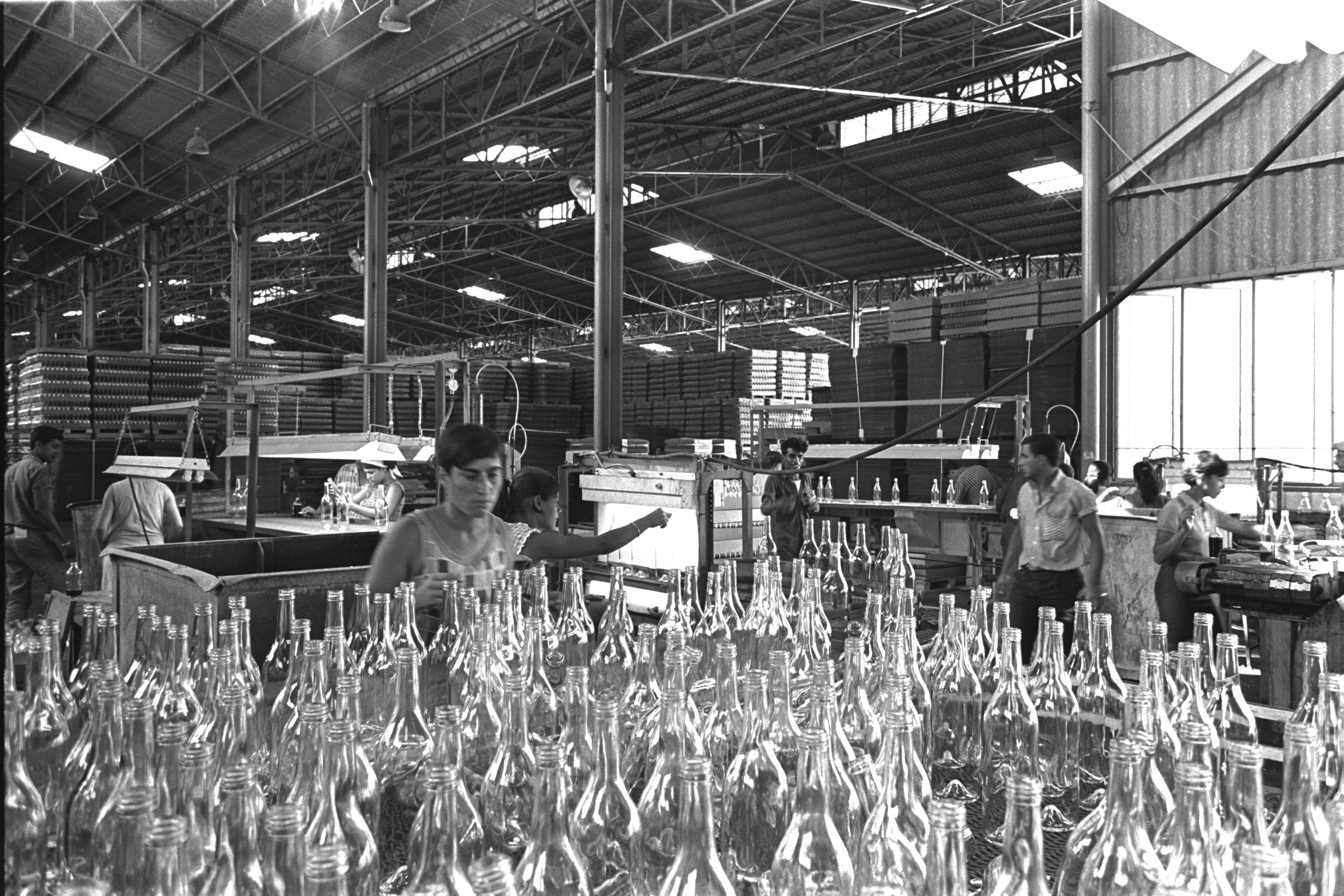
Werknemers in een glasfabriek in Jerocham in 1968

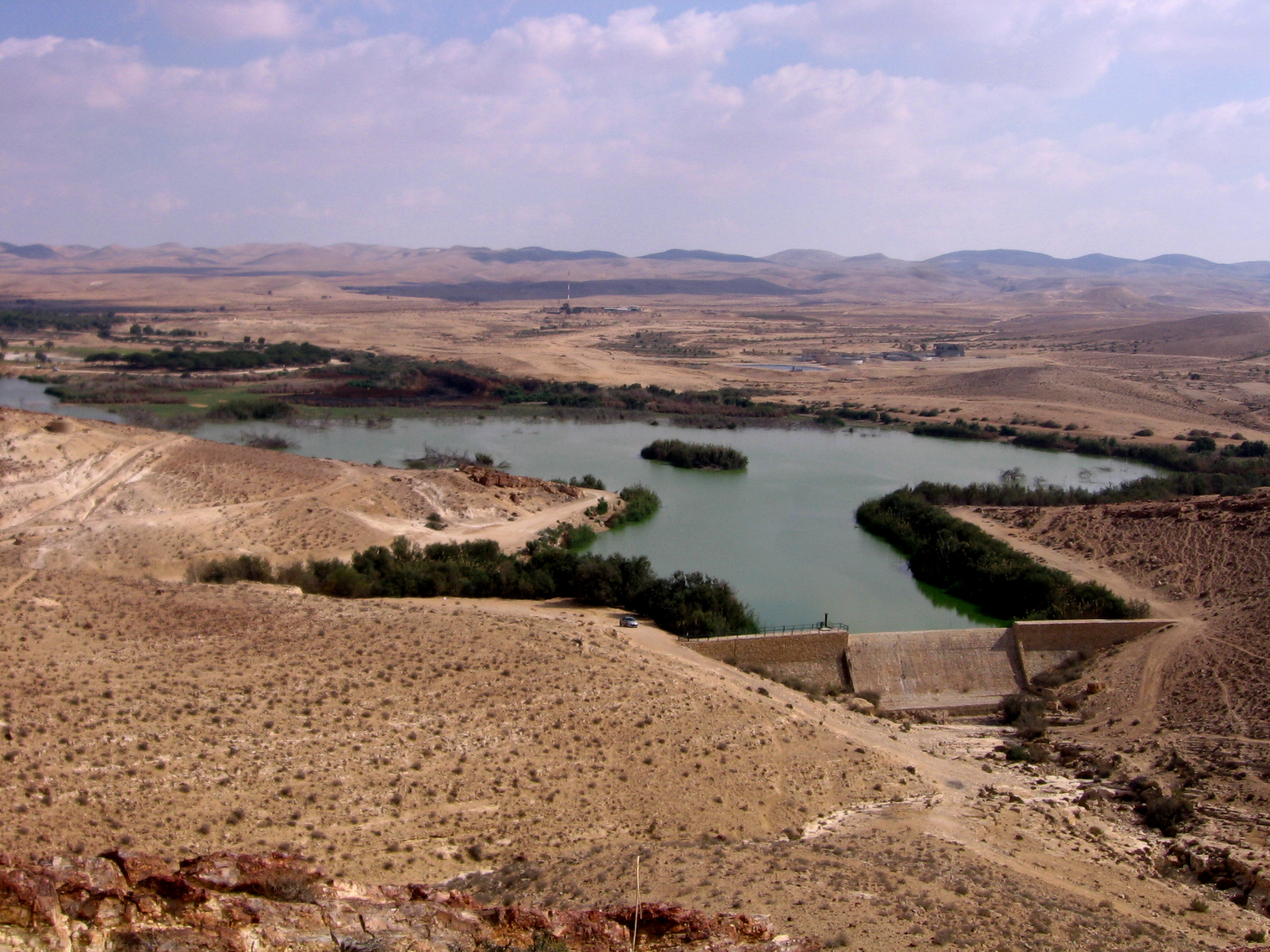
Het stuwmeer van Jerocham

## Geschiedenis
Jerocham werd in 1951 gesticht als ontwikkelingsstad, vooral om de werknemers van de nabijgelegen fosfaatmijn te huisvesten.
De eerste inwoners waren afkomstig uit Roemenië, maar heden ten dage is een groot deel van de bevolking van Noord-Afrikaanse of Indiase afkomst. De Israëlische film Sof HaOlam Smola (Turn Left at the End of the World) is een afspiegeling van de verhoudingen tussen de Indiase en Noord-Afrikaanse immigranten tijdens de beginjaren van Jerocham (hoewel het dorp niet bij naam genoemd wordt). In deze film komt de sport cricket voor, wat  in Jerocham daadwerkelijk een populaire sport is.
Tot 1965 lag Jerocham aan de doorgaande weg naar Eilat. Toen een nieuwe weg door Wadi Araba werd opengesteld, werd het dorp niet meer gepasseerd door het doorgaand verkeer. Dit had een nadelige invloed op de ontwikkeling van Jerocham. Het inwonertal van Jerocham groeide langzaam. Dit kan mede verklaard worden door de geïsoleerde ligging in de noordelijke Negev.

## Economie
In Jerocham zijn enkele grote bedrijven gevestigd, zoals fabrieken voor glazen flessen, medicijnen, voedingsmiddelen en cosmetica.
Het toerisme speelt slechts een beperkte rol, hoewel er in de omgeving van Jerocham de volgende bezienswaardigheden gesitueerd zijn:
- De Grote Krater (haMachtesch haGadol); dit is de een-na-grootste erosiekrater van de Negev. Deze krater is een geologisch venster waarin versteende bomen en koraalriffen kunnen worden aangetroffen, alsook kleurrijke zandsteenformaties
- Het Jerocham-park met een stuwmeer
- Meerdere kleine archeologische vindplaatsen, voornamelijk uit de Byzantijnse periode

## Politiek
Van 2005 tot 2011 was Amram Mitzna burgemeester van Jerocham. De voormalige burgemeester van Haifa en voorzitter van de Arbeiderspartij werd in Jerocham aangesteld om de gemeente financieel te saneren. De gemeente Jerocham stond destijds aan de rand van een faillissement. Mitzna´s voorganger Baruch Elmakayes was vanwege de financiële problemen door het Ministerie van Binnenlandse Zaken uit zijn functie ontheven. De opvolger van Amram Mitzna is burgemeester Michael Biton.